# Edgardo Moltoni

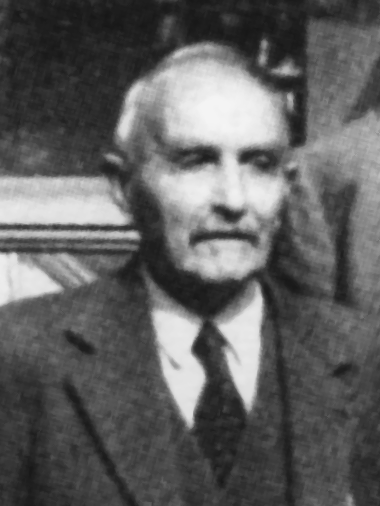
Edgardo Moltoni

Edgardo Moltoni (* 5. Juni 1896 in Oneglia, Italien; † 12. Januar 1980 in Mailand, Italien) war ein italienischer Ornithologe.

## Leben
1920 erlangte Moltoni den Doktor der Naturwissenschaften an der Universität Turin. Kurz darauf wurde er zunächst in Sassari und anschließend an der Universität Cagliari Assistent in der Abteilung für Zoologie und Wirbeltieranatomie.
1922 wurde er Mitarbeiter am Museum für Naturgeschichte in Mailand, wo er zum Lehrbeauftragten ernannt wurde und für die Vogelsammlung und die kostbare ornithologische Bibliothek verantwortlich war, die die Erben von Graf Ercole Turati (1829–1881) dem Museum 1884 hinterlassen hatten. 1933 wurde er stellvertretender Direktor des Museums. In dieser Position setzte er die ornithologische Tradition seines Vorgängers Professor Giacinto Martorelli fort und unternahm zahlreiche avifaunistische Exkursionen innerhalb Italiens sowie in die italienischen Afrikakolonien.
1943 wurde bei einem Luftangriff fast das gesamte wissenschaftliche Material des Mailänder Naturkundemuseums zerstört. Zusammen mit Direktor Bruno Parisi organisierte er den Wiederaufbau des Museums und erwarb neue zoologische Sammlungen. 1952 wurde Moltoni Direktor des Museums und bei der Wiedereröffnung konnte er der Öffentlichkeit die umfangreichste ornithologische Bibliothek Italiens präsentieren.
Nach seiner Pensionierung im Jahre 1962 widmete sich Moltoni dem Vogelstudium auf den italienischen Inseln, wo er Bestandslisten der Avifaunen der Pelagischen Inseln, Elbas, Ischias, Pantellerias und den Liparischen Inseln anfertigte.
Neben der Veröffentlichung von 450 wissenschaftlichen Artikeln war Moltoni Herausgeber der Zeitschrift „Rivista Italiana di ornitologia“. Zu seinen bekanntesten Beiträgen zählen Publikationen über die Avifaunen Angolas, Somalias, Eritreas und Äthiopiens. Moltoni verfasste die wissenschaftlichen Erstbeschreibungen zum Akazienwürger und zum Amboimwürger.
1940 wurde Edgardo Moltoni korrespondierendes Mitglied und 1975 Ehrenmitglied der British Ornithologists’ Union. 1946 wurde er korrespondierendes Mitglied der Zoological Society of London.

## Werke (Auswahl)
- 1929: Selvaggina e caccie in Italia
- 1936: Gli uccelli fino ad oggi notificati per la Somalia Italiana
- 1940: Missione di studio al lago Tana. Vol. 4: Raccolte ornitologiche nella regione del lago Tana, Hrsg. Centro studi per l'Africa orientale italiana
- 1940: Raccolte ornitologiche nella regione del lago Tana
- 1940: Gli uccelli dell'Africa orientali italiani (3 Bände, die Aufzeichnungen zum vierten Band gingen beim Museumsbrand von 1943 verloren)
- 1943: Gli uccelli della provincia di Aosta
- 1955: Pappagalli in liberta nei giardini pubblici di milano
- 1957: Museo di storia naturale
- 1958: Bruno Parisi 1884-1957 Naturalisti Trentini.
- 1960: Gli uccelli d'Italia
- 1964: L'ornitofauna della Sila (Calabria)